# 百済王安義
百済王 安義（くだらのこにきし あんぎ）は、平安時代初期の貴族。官位は従四位下・右兵衛督。

## 経歴
嵯峨朝の弘仁9年（818年）従五位下に叙爵する。
弘仁14年（823年）淳和天皇の大嘗会で従五位上に叙せられ、天長7年（830年）正五位下に昇進する。仁明朝初頭の天長10年（833年）従四位下、承和元年（834年）右兵衛督に叙任されている。
承和4年12月2日（838年1月1日）卒去。最終官位は右兵衛督従四位下。

## 官歴
『六国史』による。
- 時期不詳：正六位上
- 弘仁9年（818年） 正月4日：従五位下
- 弘仁14年（823年） 11月20日：従五位上
- 天長7年（830年） 正月7日：正五位下
- 天長10年（833年） 10月28日：従四位下
- 承和元年（834年） 7月1日：右兵衛督、丹波守如故
- 承和4年（837年） 12月2日：卒去（右兵衛督従四位下）

## 系譜
- 父：不詳
- 母：不詳
- 妻：不詳
  - 男子：百済王教福（807-854）[1]